# Chumava
Chumava är ett vattendrag i Tjeckien. Det ligger i den centrala delen av landet, 40 km sydväst om huvudstaden Prag.